# Веттор Пізані
Веттор Пізані (італ. Vettor Pisani; Венеція, 1324 – Манфредонія, 13 серпня 1380) — венеційський адмірал, переможець битви за Кіоджу. Син іншого відомого венеційського адмірала Нікколо Пізані.

## Біографія

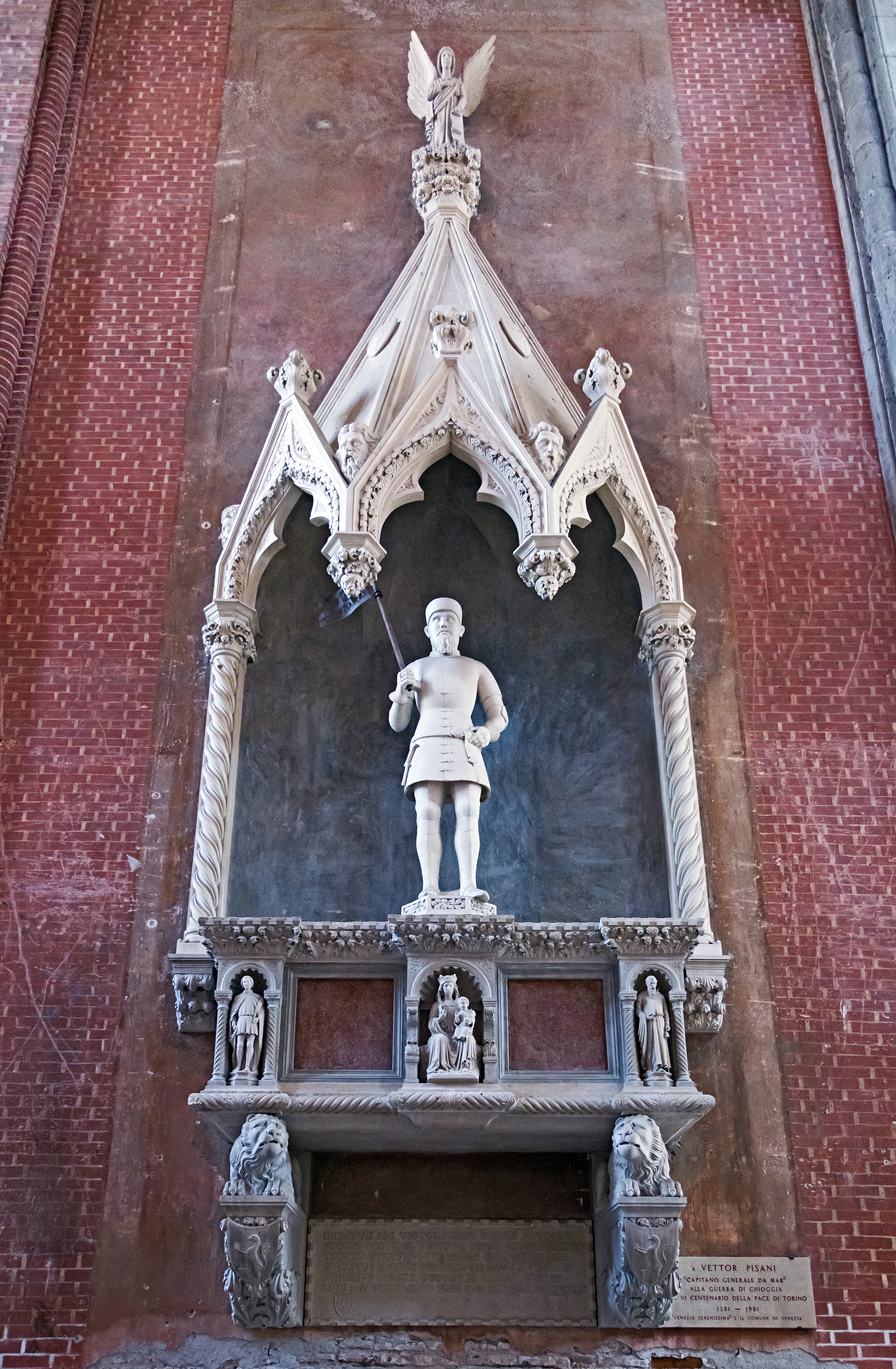
Могила Ветторе Пізані у Венеції.

Веттор Пізані командував венеційським флотом у 1378 році під час війни Кіоджи проти генуезців, яких він переміг біля мису Анціо. Згодом він відвоював Каттаро, Себеніко та Арбе, які були захоплені угорцями, союзниками генуезців. Але  в травні 1379 року генуезький флот повністю розбив Пізані під Полою, і після повернення до Венеції його кинули до в'язниці. Потім генуезці домоглися обложили й захопили Кіоджу у Венеційській лагуні, через що сама Венеція опинилася в небезпеці. Після цього населення Венеції почало вимагати звільнення Пізані, в майстерність якого вони цілком довіряли.
Уряд поступився і знову призначив літнього командувача адміралом флоту. Завдяки своїй вмілій стратегії та сміливості він повернув Кіоджу, переміг генуезців і примусив цю республіку погодитись на умови миру.
Пізані помер у 1380 році в Манфредонії, коли доправляв провізію для венеційського флоту. Він похований у соборі Сан-Джованні та Паоло у Венеції.

## Увічнення пам'яти

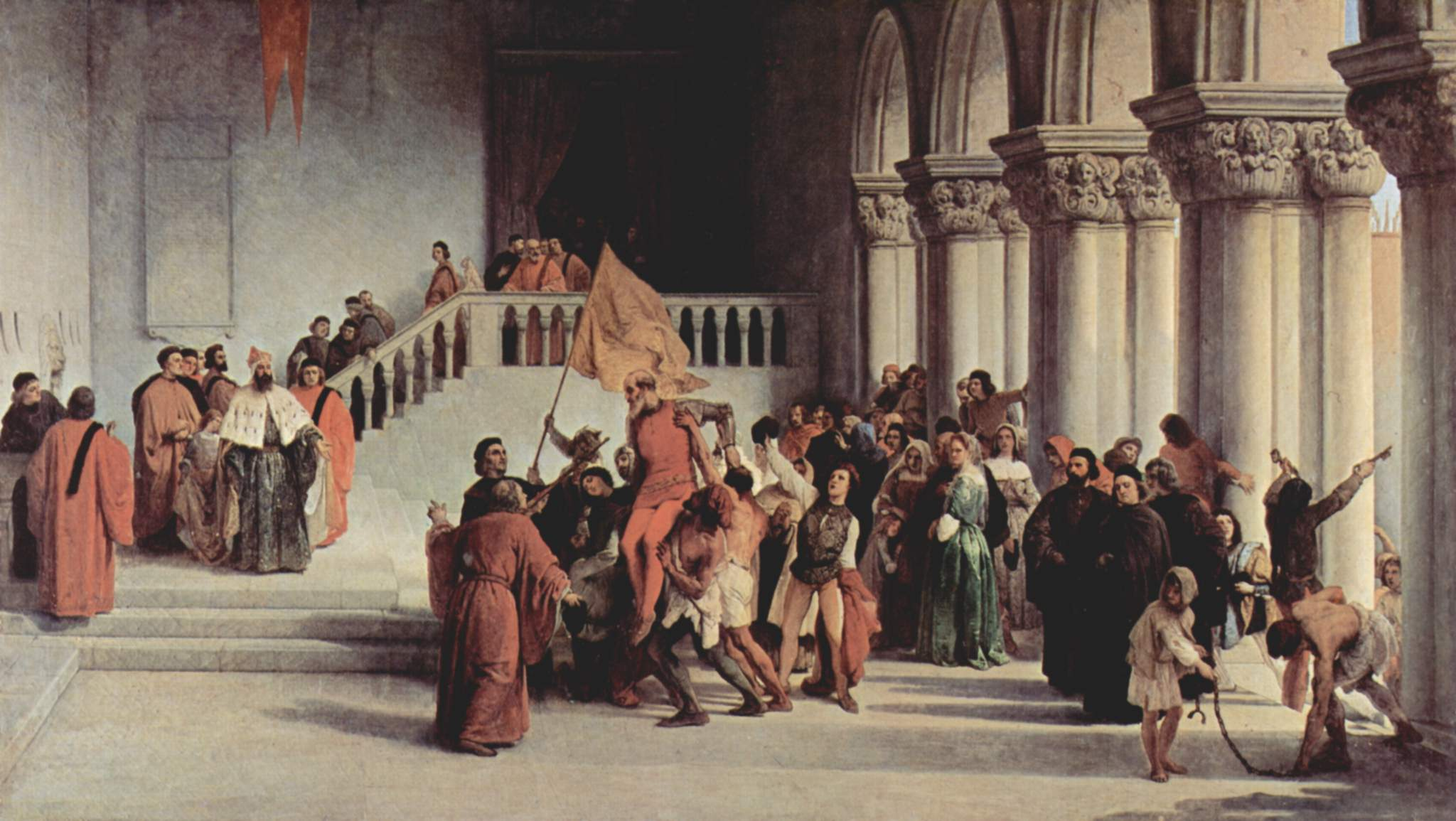
Визволення Веттора Пізані, Франческо Аєц

Кілька кораблів ВМС Італії носили його ім'я, у тому числі побудований у 1890-х роках броненосний крейсер «Vettor Pisani» і підводний човен «Vettor Pisani», який діяв під час Другої світової війни.
Його статуя № 14 на Прато-делла-Валле в Падуї. Вважається, що домом Веттора Пізані є будівля, в якій зараз знаходиться готель Сатурнія.

## Список літератури

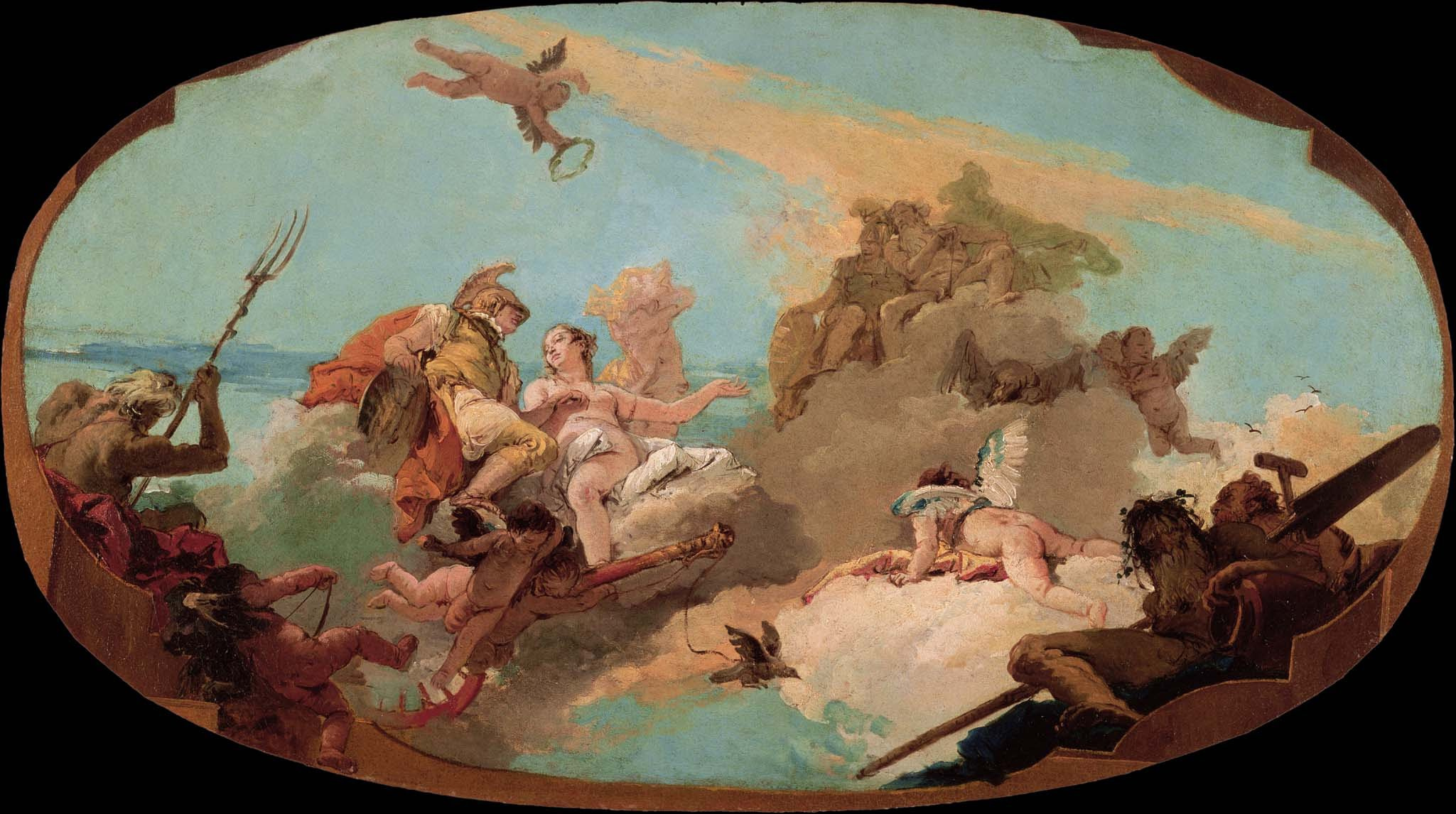
Джованні Баттіста Тьєполо, Апофеоз адмірала Веттора Пізані, бл. 1743 рік